# Elatostema involucratum
Elatostema involucratum är en nässelväxtart som beskrevs av Adrien René Franchet och Sav.. Elatostema involucratum ingår i släktet Elatostema och familjen nässelväxter. Inga underarter finns listade i Catalogue of Life.